# Леон, Леони
Леони Леон (фр. Léonie Léon; 6 ноября 1838, Париж — 14 ноября 1906, там же) — французская куртизанка, наиболее известна как любовница французского государственного деятеля Леона Гамбетты.

## Биография
Мари-Леони Леон родилась в Париже 6 ноября 1838 года в семье французского офицера артиллерии. Образование она получила в школе монастыря сестёр Лувенкур в Дюнкерке. После смерти её отца в приюте Шарантон Леон стала любовницей Луи-Альфонса Ирвуа, отвечавшего за безопасность императора Наполеона III. 5 февраля 1865 года в Бордо она родила от него сына — Альфонса Леона. Леон и Ирвуа были любовниками на протяжении восьми лет.

## Отношения с Леоном Гамбеттой
Леон познакомилась с Леоном Гамбеттой в 1868 году и с 1872 года являлась его любовницей. Их отношения продолжались до самой его смерти, случившейся 31 декабря 1882 года. Леони проживала в доме на авеню Перришон в Отёе, в местности к западу от Парижа, и выполняла роль доверенного лица и советника Гамбетты по политическим вопросам. Они переписывались почти ежедневно, и Гамбетта постоянно убеждал её выйти за него замуж. В итоге Леони всё же согласилась в 1882 году. Они решили пожениться в декабре того же года. Незадолго до свадьбы Гамбетта случайно выстрелил себе в руку, чистя ружьё. Рана не заживала, и 31 декабря он умер от осложнений, вызванных ею. Поскольку Леон и Гамбетта скрывали свои отношения от общественности, она не присутствовала на его похоронах. Она оплакивала его в частном порядке и продолжала это делать вплоть до своей смерти в 1906 году. Только после её кончины общественности стали известны все подробности их отношений.
Около 1920 года стали циркулировать слухи, что Леон была немецкой шпионкой.
Леон и Гамбетта обменялись около 6000 писем в период с 1872 года до смерти Гамбетты в 1882 году. Около 1100 из них сохранились до нынешних времён.